# Дія (міфологія)
Дія (дав.-гр. Δία — означає «небесна», «божественна» або «та, хто належить Зевсу») — ім'я кількох персонажів давньогрецької міфології:
- Дія — дочка Дейонея. До Дії посватався цар лапітів Іксіон, що пообіцяв за неї багатий викуп батькові. Але згодом він відмовився дати своєму тестю узгоджені весільні подарунки, тому Дейоней взяв як заставу коней Іксіона. Відразу після весілля розлючений Іксіон зіштовхнув тестя в яму з розжареним вугіллям, в якій Дейоней заживо згорів. Дія народила Іксіону майбутнього царя Пейрітоя. За іншою версією, Пейрітой був сином Зевса. Він, обернувшись на жеребця, ходив колами навколо Дії, поки не спокусив її в помсту Іксіону, який намагався спокусити Геру.
- Дія — альтернативне ім'я Гіпподамії, дружини Пейрітоя, невістка іншої Дії, дочки Дейонея.
- Дія — богиня, шанована у Фліунті і Сікіоні. Місцеві жителі вважали її ідентичною Гебі та / або Ганімеду, які на Олімпі були виночерпіями.
- Дія — дочка царя Лікаона, сестра Каллісто, мати Дріпоса Аполлонського. Вона приховала свого новонародженого немовля в порожньому стовбурі дуба.
- Дія — дочка Портаона, мати Терсіта, якого вона народила від Агрія.
- Дія — мати Пітфей, дружина Пелопа. Ймовірно ідентична Гіпподамії, дочці Еномая.
- Дія — дочка Еола.

У римській міфології є богиня родючості на ім'я Дея Дія. 